# Comuna Mădăraș, Mureș
Mădăraș (în maghiară: Mezőmadaras) este o comună în județul Mureș, Transilvania, România, formată din satele Fânațele Mădărașului și Mădăraș (reședința).
Comuna a fost înființată în anul 2004 prin reorganizarea comunei Band, conform legii nr. 140/2004, publicată în Monitorul Oficial nr. 373 din 28 aprilie 2004. La 7 ani după înființare, în 2011, i s-a alipit și localitatea Fânațele Mădărașului.

## Demografie
Componența etnică a comunei Mădăraș
     Maghiari (74,78%)
     Romi (12,14%)
     Români (5,15%)
     Alte etnii (0%)
     Necunoscută (7,93%)
Componența confesională a comunei Mădăraș
     Reformați (71,05%)
     Ortodocși (16,68%)
     Romano-catolici (1,56%)
     Alte religii (2,37%)
     Necunoscută (8,34%)
Conform recensământului efectuat în 2021, populația comunei Mădăraș se ridică la 1.475 de locuitori, în creștere față de recensământul anterior din 2011, când fuseseră înregistrați 1.299 de locuitori. Majoritatea locuitorilor sunt maghiari (74,78%), cu minorități de romi (12,14%) și români (5,15%), iar pentru 7,93% nu se cunoaște apartenența etnică. Din punct de vedere confesional, majoritatea locuitorilor sunt reformați (71,05%), cu minorități de ortodocși (16,68%) și romano-catolici (1,56%), iar pentru 8,34% nu se cunoaște apartenența confesională.

## Politică și administrație
Comuna Mădăraș este administrată de un primar și un consiliu local compus din 11 consilieri. Primarul, Ileana Kovács[*], de la Uniunea Democrată Maghiară din România, este în funcție din octombrie 2020. Începând cu alegerile locale din 2024, consiliul local are următoarea componență pe partide politice:
|  | Partid                                 | Consilieri | Componența Consiliului | Componența Consiliului | Componența Consiliului | Componența Consiliului | Componența Consiliului | Componența Consiliului | Componența Consiliului | Componența Consiliului | Componența Consiliului |
|  | -------------------------------------- | ---------- | ---------------------- | ---------------------- | ---------------------- | ---------------------- | ---------------------- | ---------------------- | ---------------------- | ---------------------- | ---------------------- |
|  | Uniunea Democrată Maghiară din România | 9          |                        |                        |                        |                        |                        |                        |                        |                        |                        |
|  | Alianța Maghiară din Transilvania      | 2          |                        |                        |                        |                        |                        |                        |                        |                        |                        |

## Vezi și
- Biserica reformată din Mădăraș

## Imagini

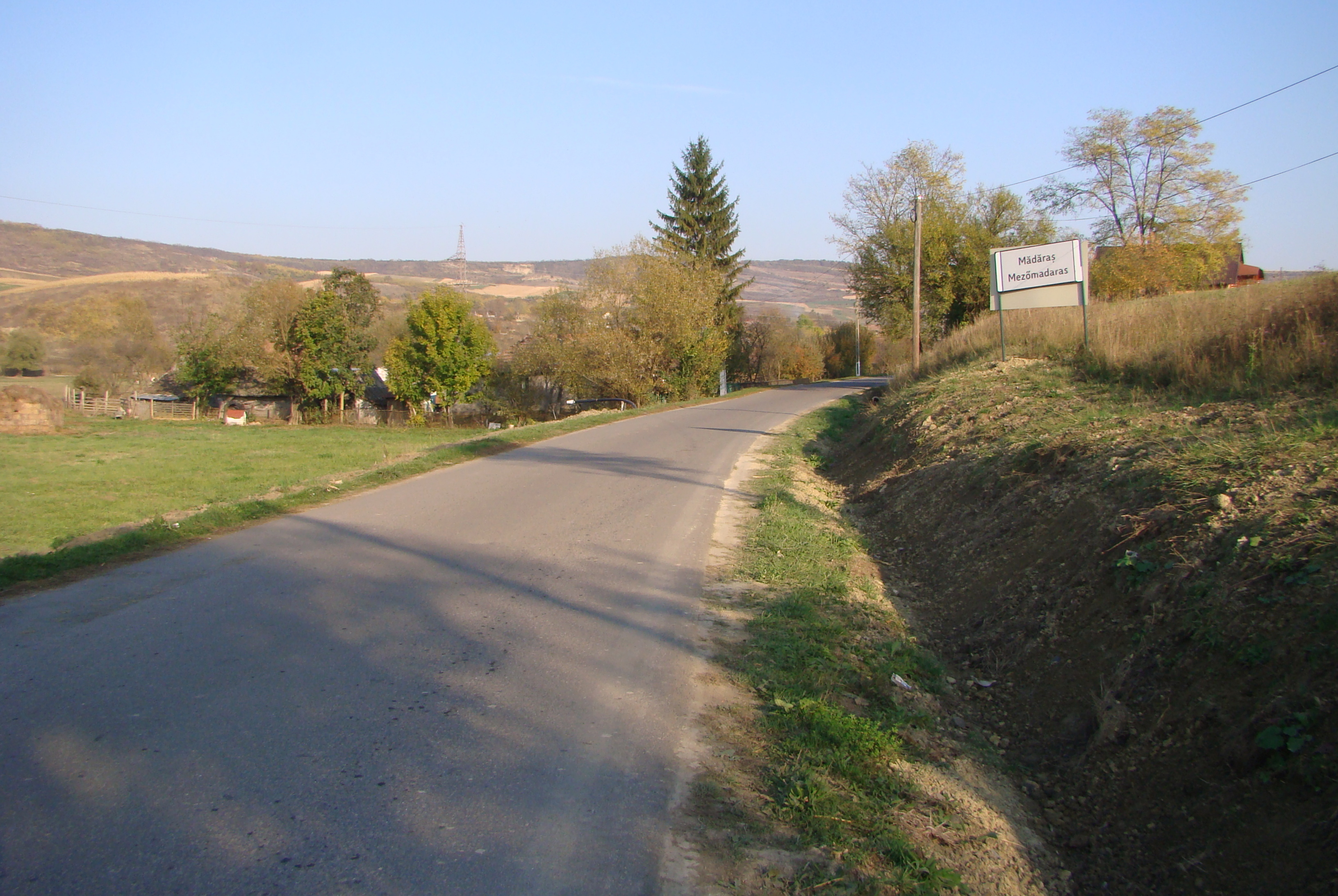
Intrarea în satul Mădăraș
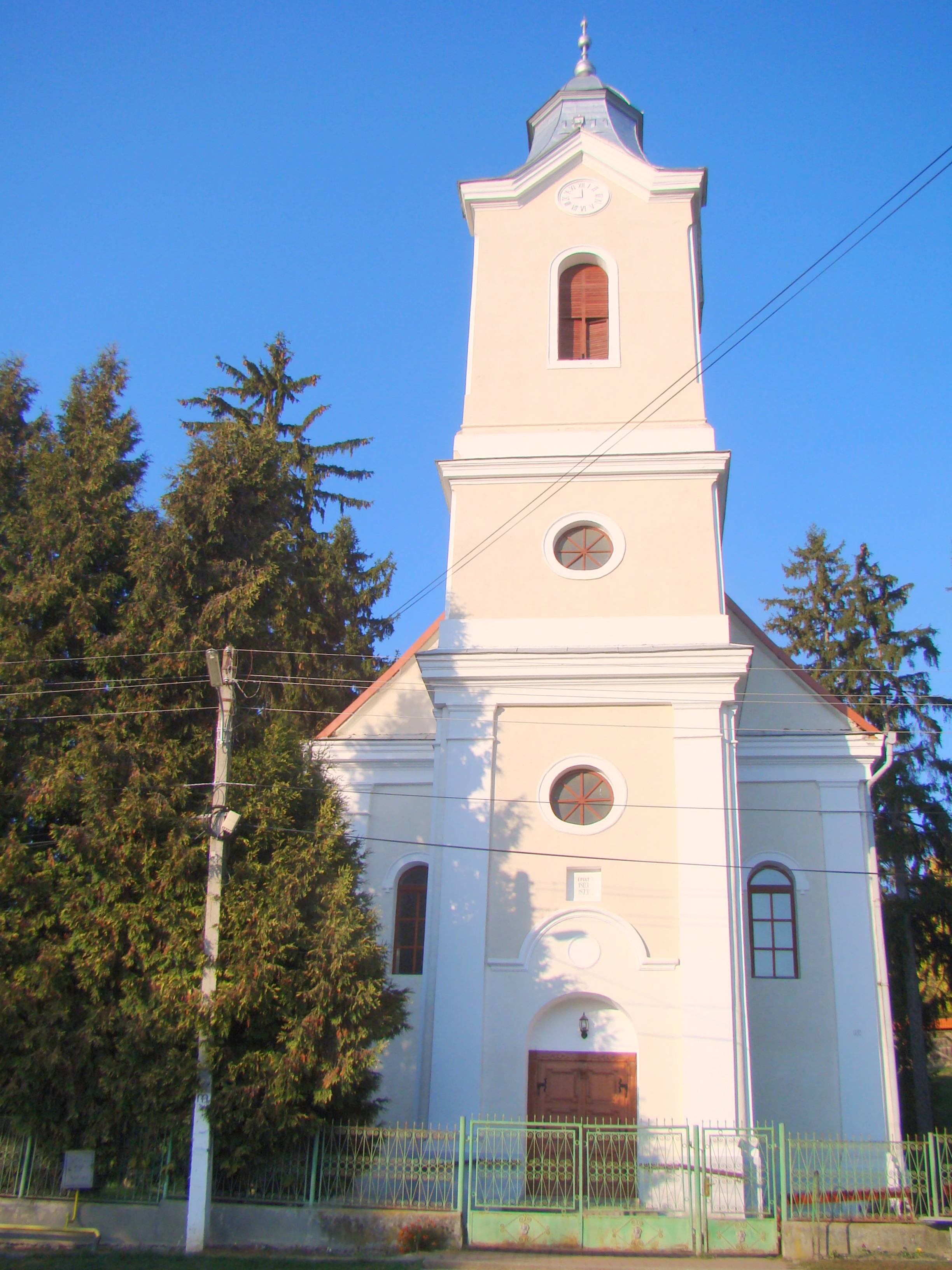
Biserica reformată (1793)
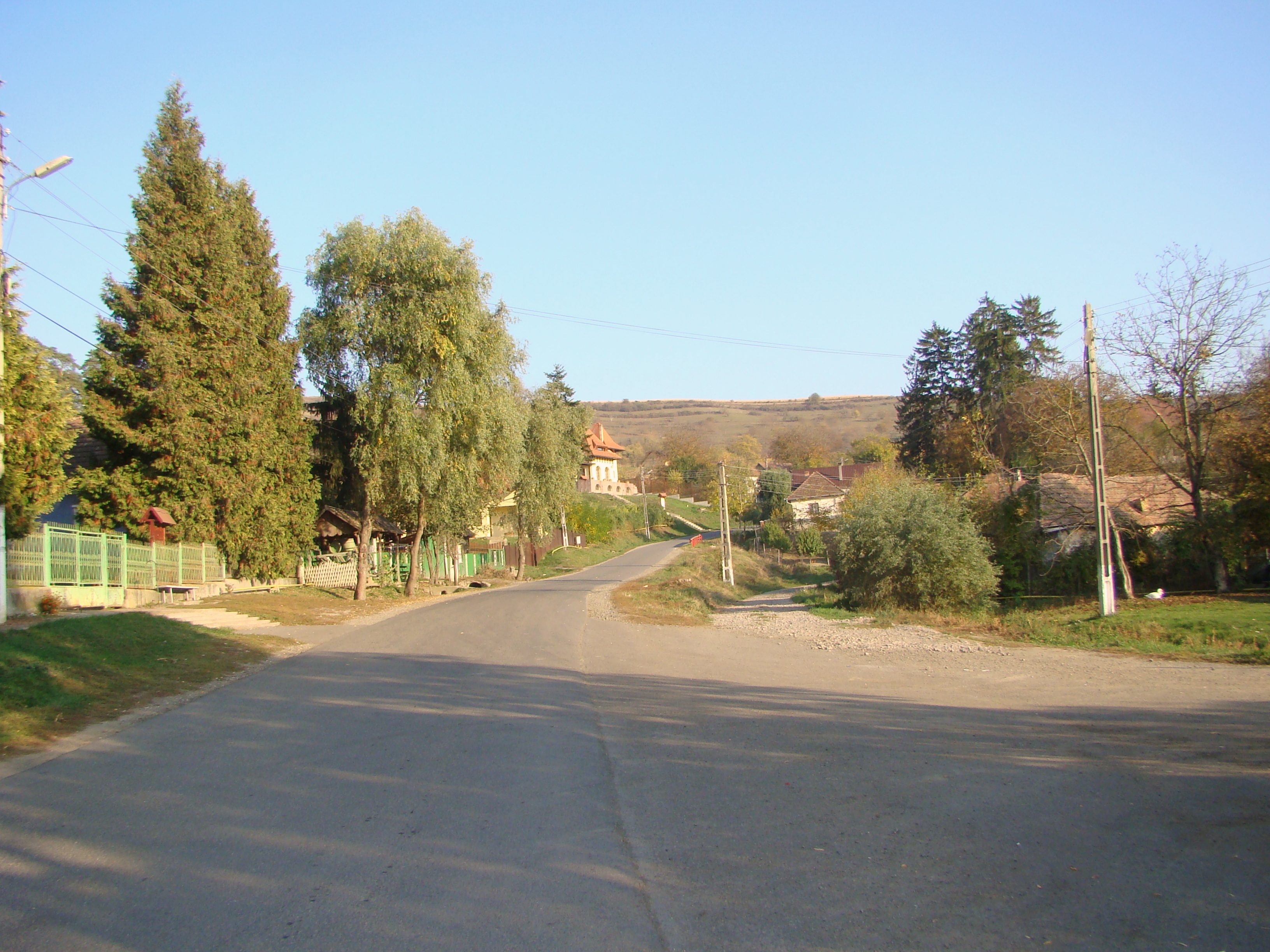
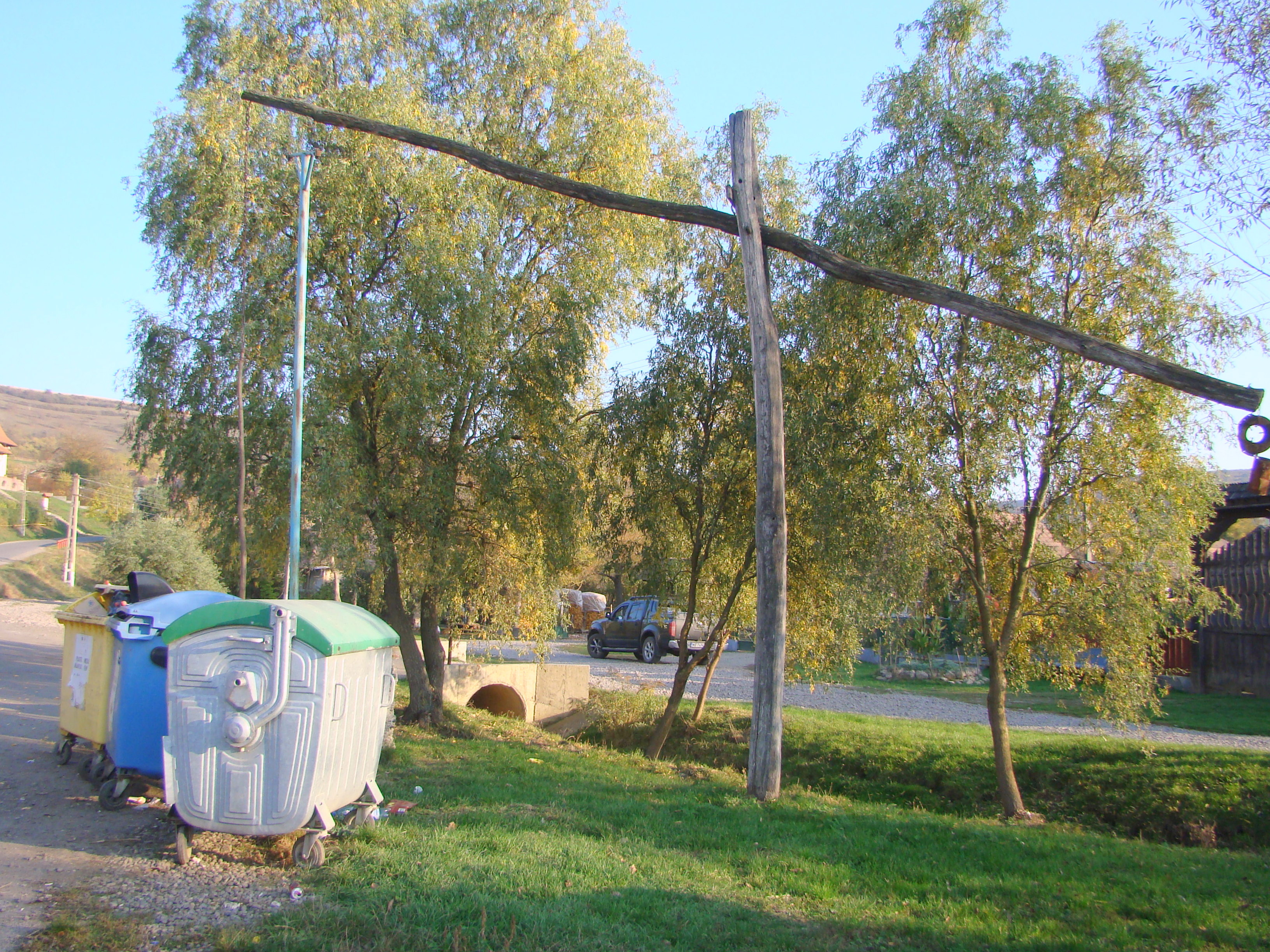
Fântâna cu cumpănă
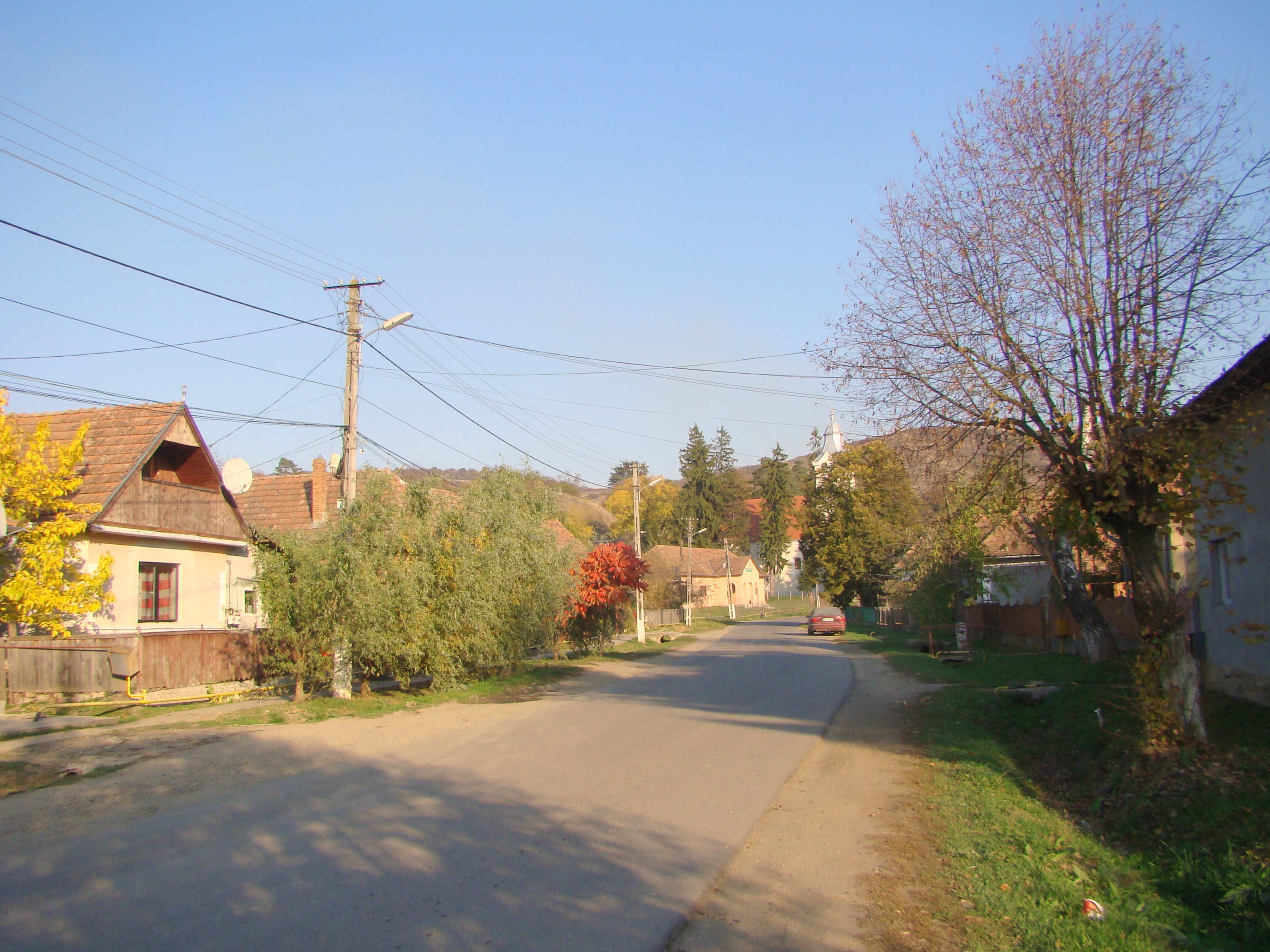
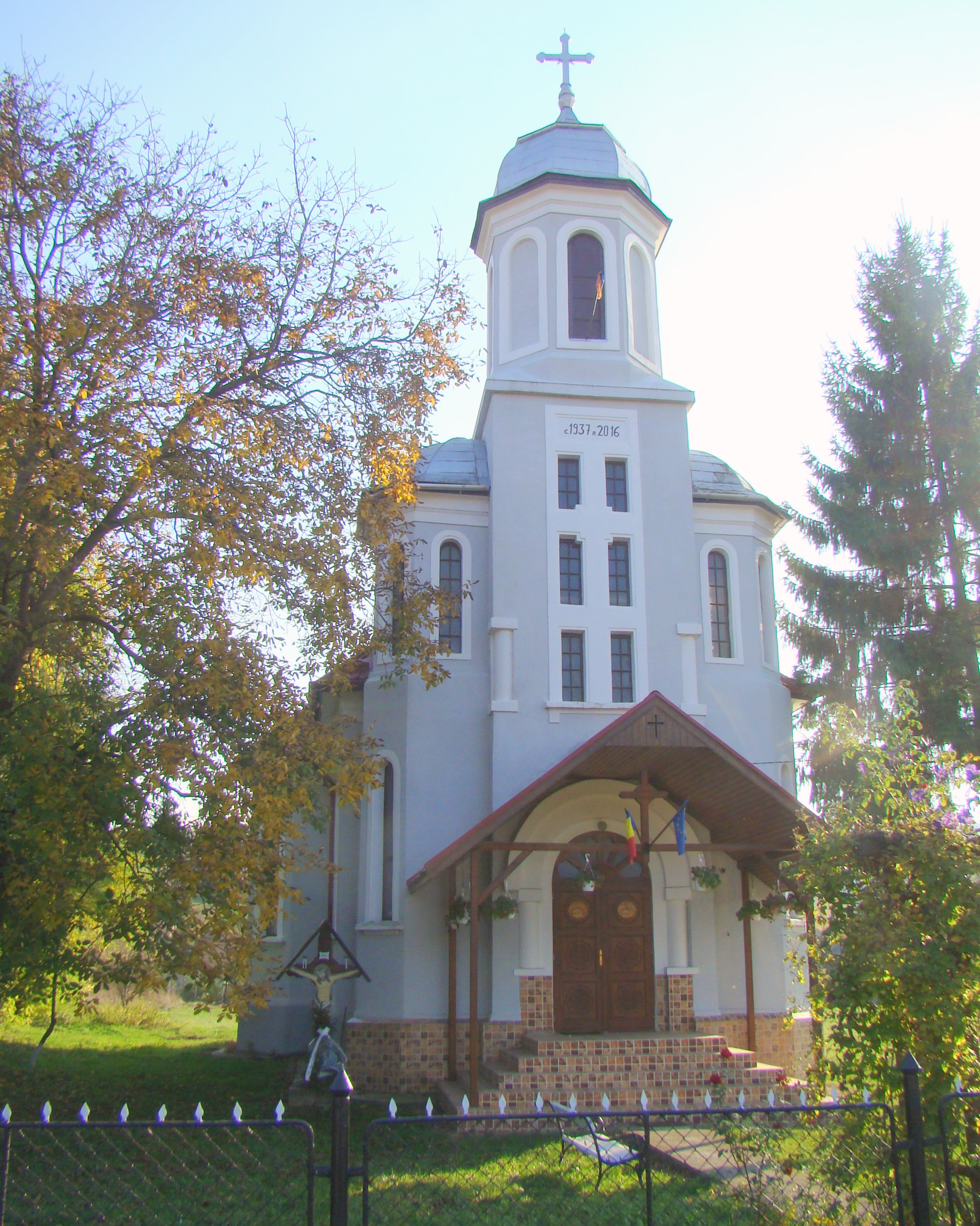
Biserica „Buna Vestire” (1937)
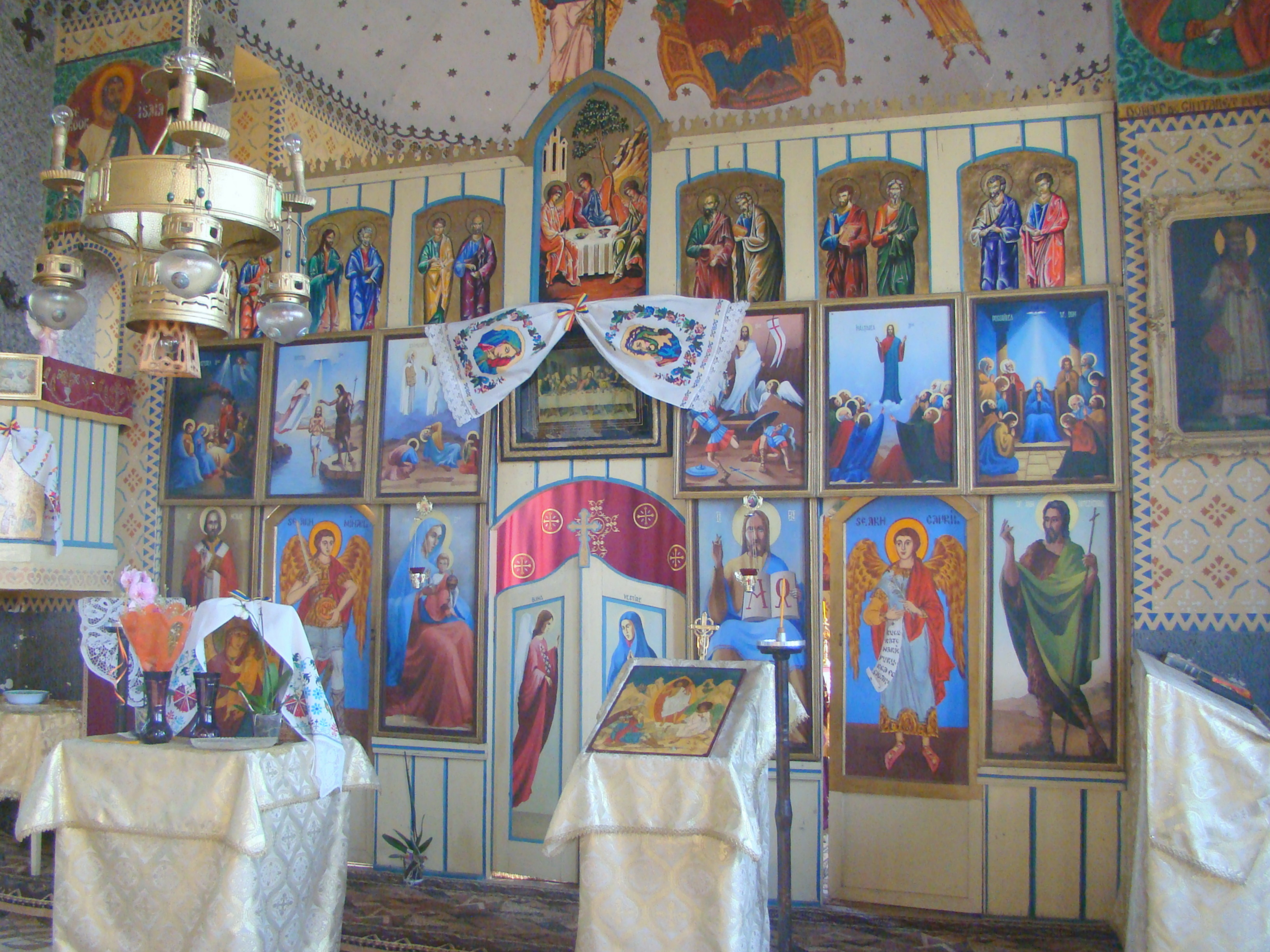
Iconostasul
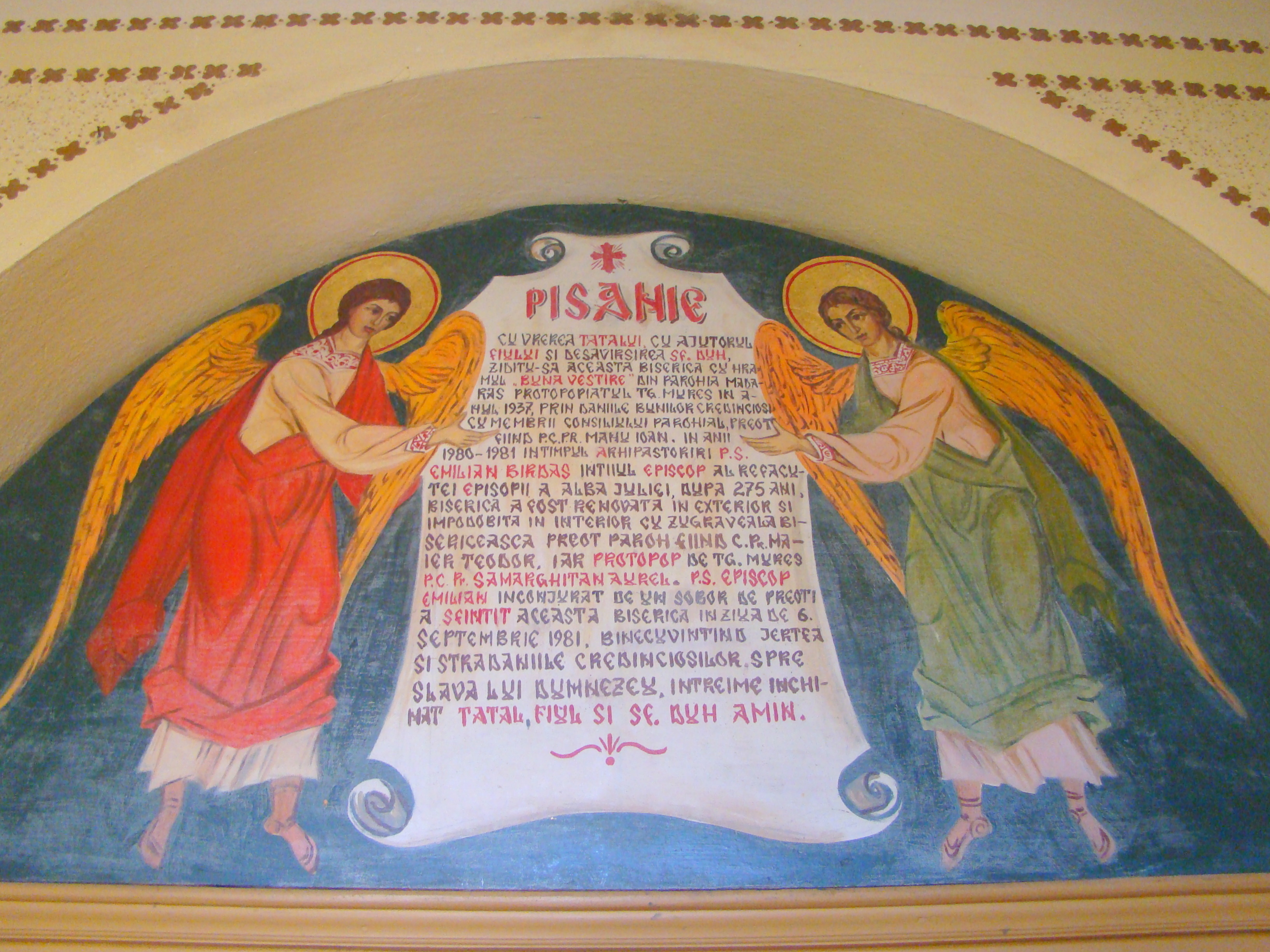
Pisania
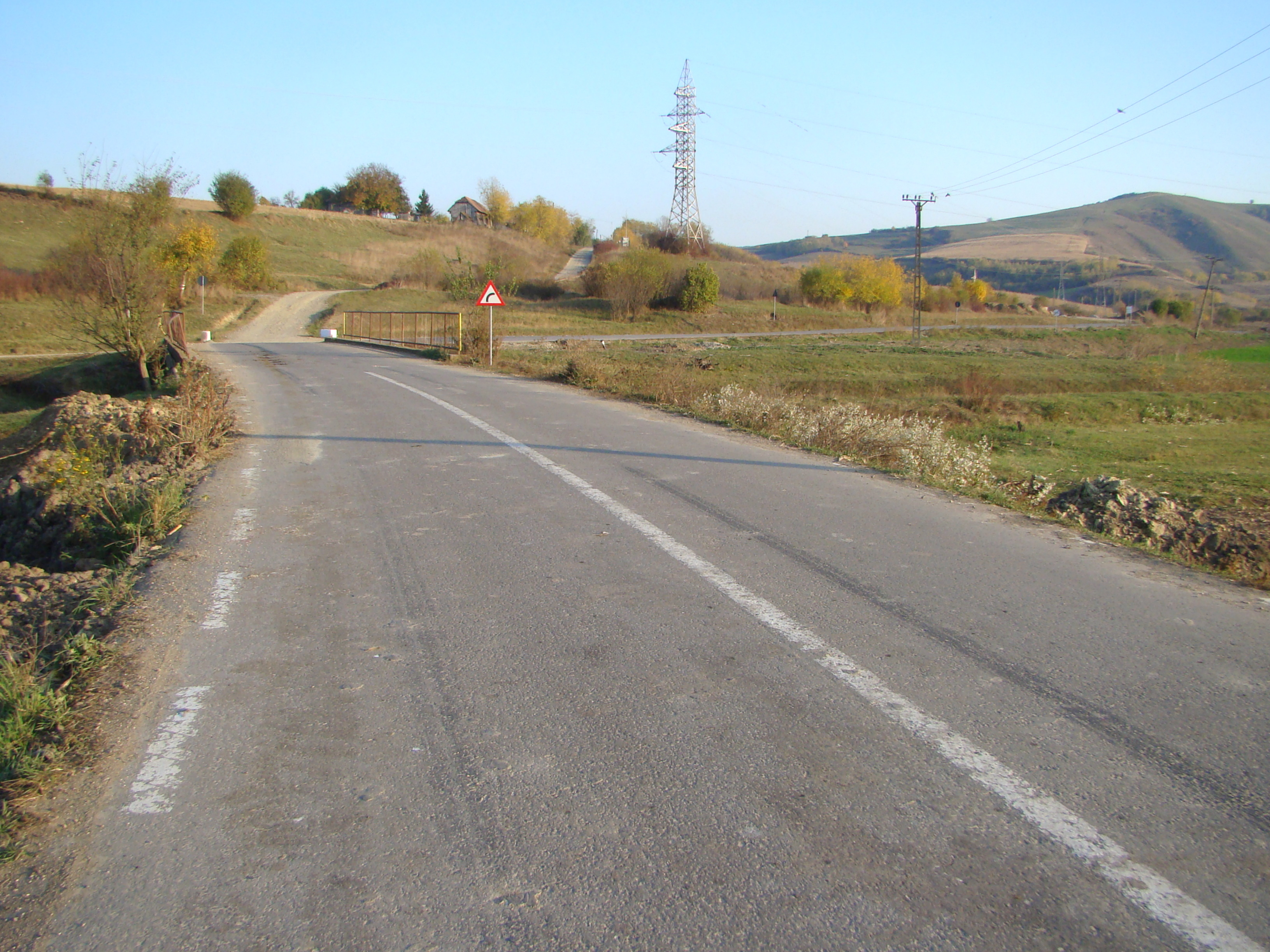
Drumul Mădăraș-Fânațele Mădărașului
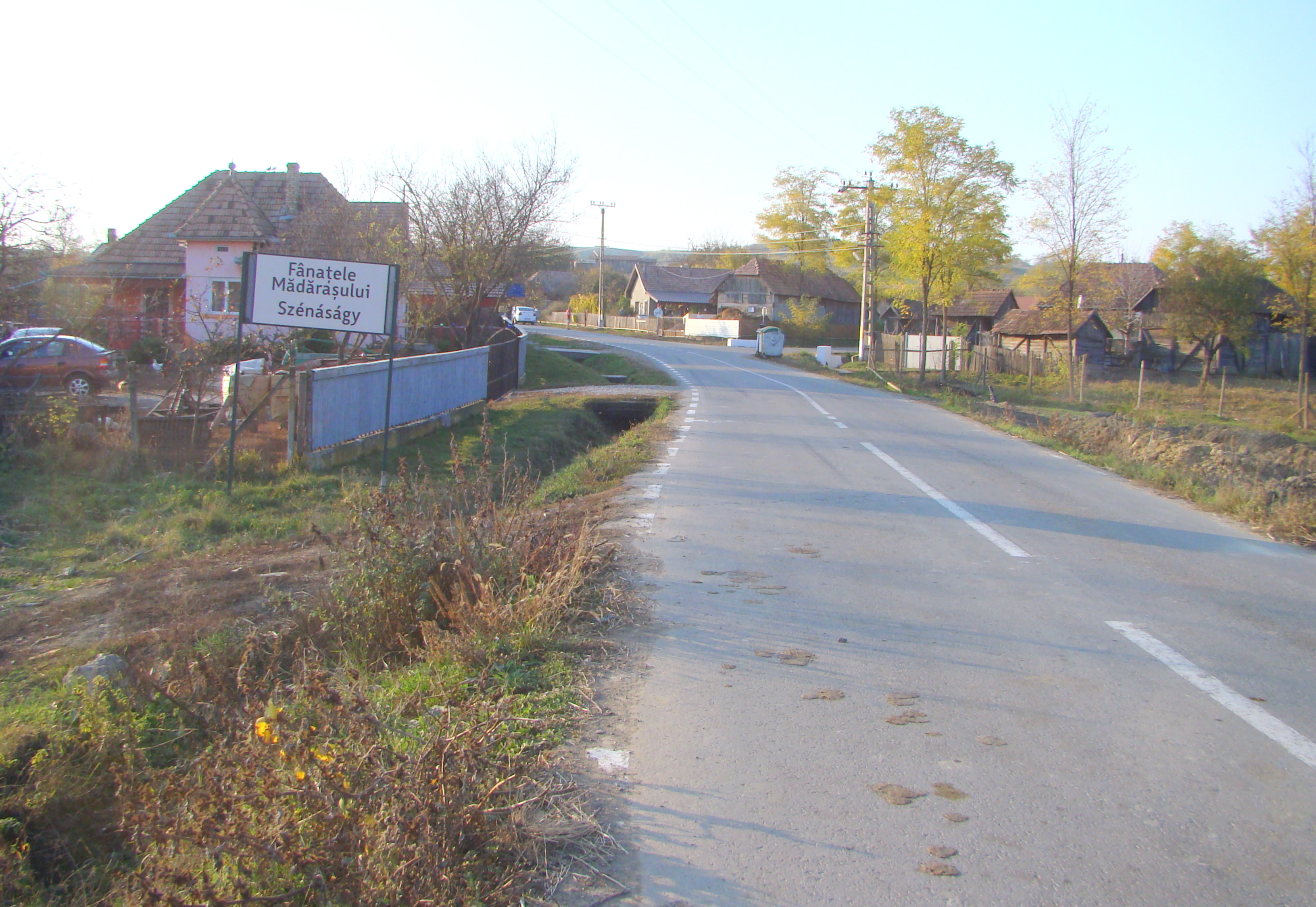
Fânațele Mădărașului
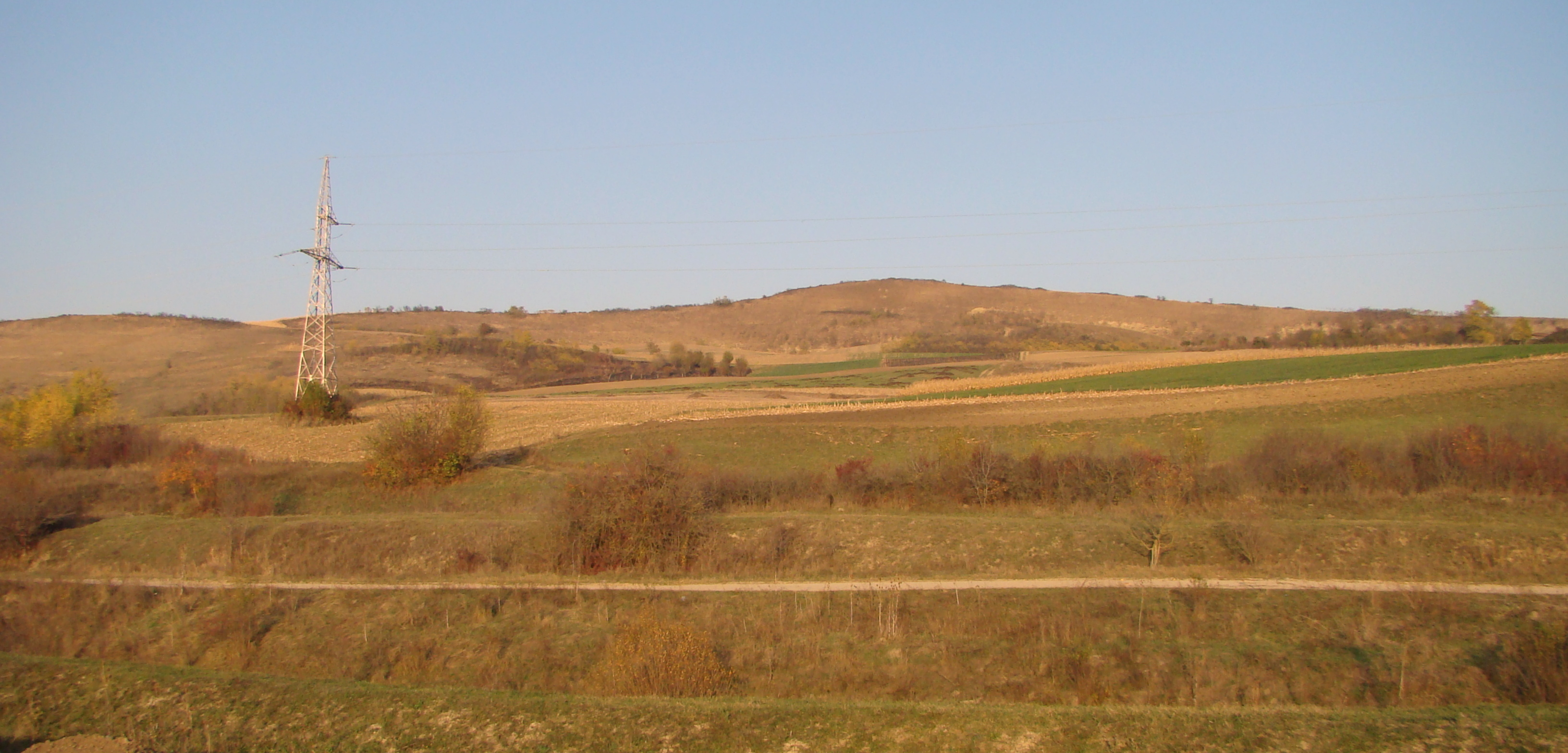
Fânațele Mădărașului